# Robert de Ros, I barone de Ros
Robert de Ros, I barone de Ros (1213 – 13 maggio 1285), è stato un nobile inglese.

## Biografia
Era il figlio di Sir William de Ros e di sua moglie Lucy Fitzpiers, figlia di Piers Fitzherbert e Alice FitzRoger. Era nipote di Sir Robert de Ros e Isabel, una figlia illegittima di Guglielmo I di Scozia e di Isabella Avenel, figlia di Robert Avenel.

## Matrimonio
Sposò Isabella d'Aubigny, una ricca ereditiera e nipote di William d'Aubigny. Ebbero otto figli:
- Isabel de Ros (1244 - 12 giugno 1356);
- Maria de Ros (1245 - 23 maggio 1326), sposò William de Braose;
- Joan de Ros (1252 - 13 ottobre 1348), sposò John Lovel, I barone di Lovel Titchmarsh;
- William de Ros, II barone de Ros (1255-1317);
- Avelina de Ros, sposò Sir John de Bohun di Midhurst;
- Robert de Ros (1265-1361);
- John de Ros, Vescovo di Carlisle (? - 1332);
- Nicholas de Ros.

Nel 1258, è stato attivamente impegnato in Scozia, nella realizzazione di re Alessandro III di Scozia dalle mani dei suoi sudditi ribelli, e a Chester, nel resistere alle invasioni ostili di Llywelyn Ein Llyw Olaf ap Gruffydd. Nel 1264, è stato uno dei baroni ribelli che hanno sconfitto Enrico III alla battaglia di Lewes.

## Morte
Morì nel 1285 e fu sepolto a Kirkham Priory.